# Meißner Fummel

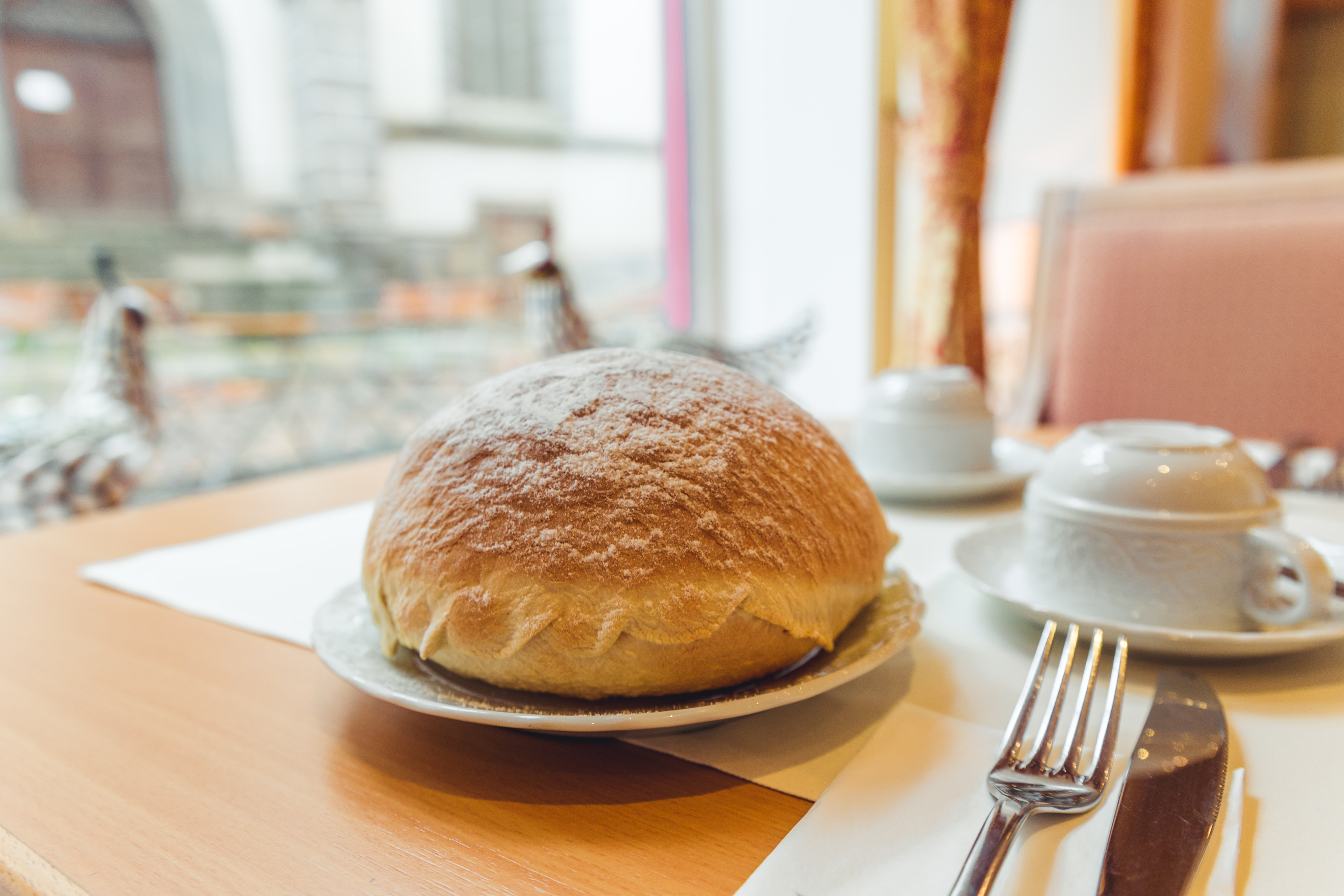
Meißner Fummel

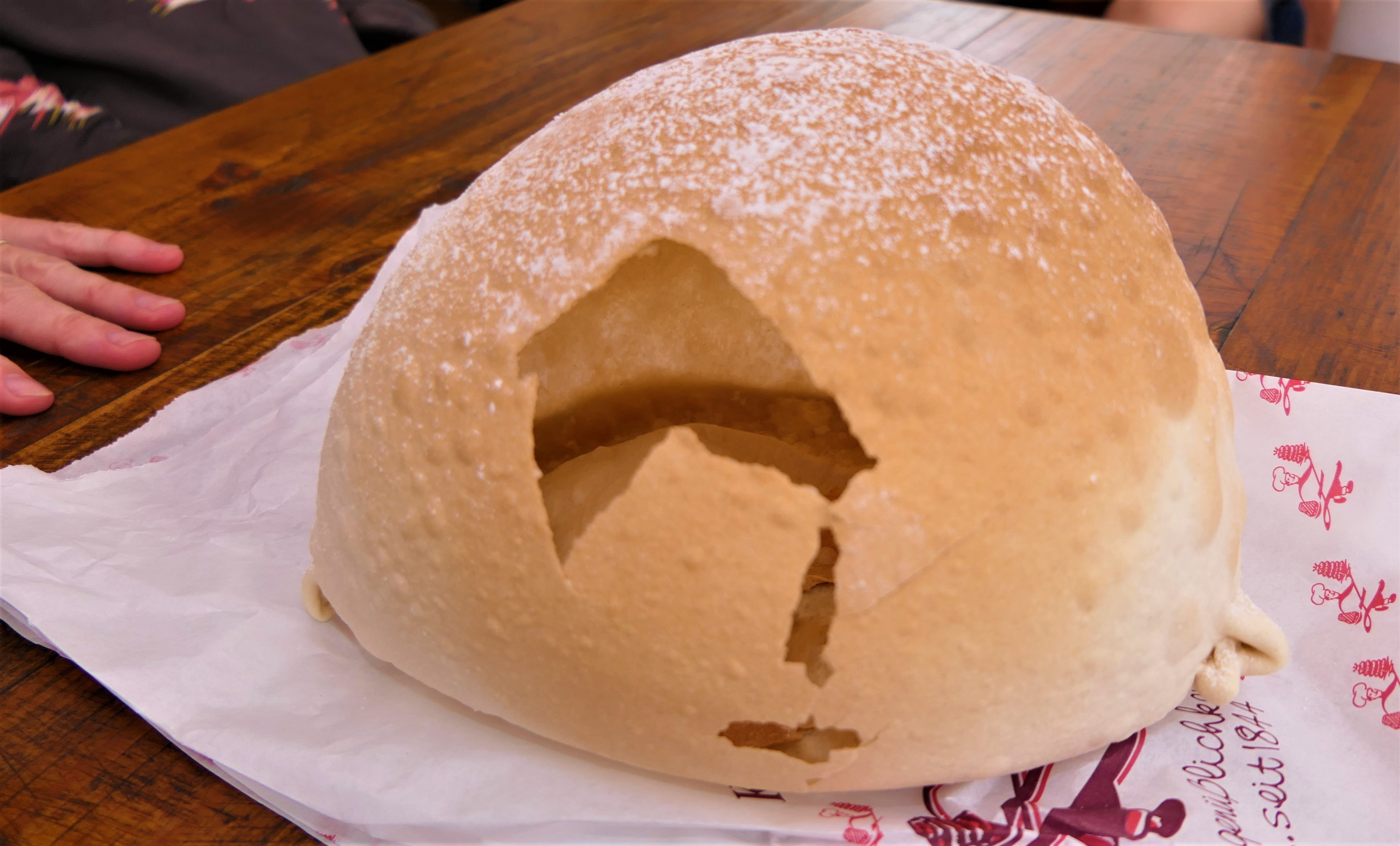
Einblick in eine Meißner Fummel

Die Meißner Fummel g.g.A. ist ein Feingebäck mit geschützter Herkunftsbezeichnung aus Meißen. Seine urkundlich erste Erwähnung liegt im Jahr 1747, in dem aus der Stadt Meißen ein Gebäck mit dem Namen Fommel niedergelegt ist. Auch heute werden in Meißen in verschiedenen Bäckereien Fummeln angeboten.

## Form und Inhalt

Das EU-Siegel geschützte geografische Angabe gemäß Verordnung (EWG) Nr. 628/2008 der Europäischen Kommission

Es handelt sich um einen Hohlkörper aus sehr dünnem, einfachem Nudelteig. Die Form entspricht der eines unregelmäßigen runden „Ballons“. Das Gebäck ist äußerst spröde und daher zerbrechlich. Meißner Fummeln haben keinen besonderen Geschmack und wegen der nur hauchdünnen Teigschale um die innen befindliche Luft besitzen sie keinen nennenswerten Nährwert: Sie ist ein Backwerk mit enormen Ausmaßen und ohne Inhalt. „Allerdings ist hierbei der Spaßfaktor höher als der Nährwert.“

## Herstellung
Die Fummel wird aus einem einfachen Teig aus Mehl, Zucker, Salz und wenig Butter hergestellt, der hauchdünn ausgerollt wird. Eine Teigplatte wird mit Eigelb bestrichen und die zweite darauf gelegt und damit verklebt. Nach dem Zusammenschlagen wird das Innere aufgeblasen und anschließend bei mittlerer Hitze etwas bräunlich ausgebacken.
Bekanntester Anbieter im Verkauf vor Ort ist (wohl) die Meißner Bäckerei Zieger, die für das zerbrechliche Gebäck auch einen „Fummel-Versand“ anbietet. 
„Viele Urlauber kaufen in Meißen eine Fummel als Mitbringsel. Hat der transportwillige Tourist die Fummel heil zu Hause angebracht und beißt in das Wunderwerk hinein, bleibt ihm eine herbe Enttäuschung nicht erspart. […] Geschmack gleich Null.“ Sie habe „Pustel auf der Außenhaut“, sei „groß wie ein Handball“ und habe „zwei Liter Luft im Innern“ erklärte die Konditormeisterin: „Je mehr Blasen die Fummel hat, desto stabiler ist sie“; das zugehörige Rezept halte die Familie seit Generationen geheim.

## Herkunft
Zum Alter und zur Herkunft gibt es mehrere Belege und Ansichten, eine eindeutige Quellenlage existiert nicht.
- Eine (populäre) Legende besagt, dass die Meißner Fummel von einem sächsischen Kurfürsten in der Stadt Meißen in Auftrag gegeben wurde: Die vom Kurfürsten verschickten Boten, die, meist auf Pferden, die Nachrichten in andere Städte, teilweise auch andere Staaten überbringen sollten, ließen sich oftmals dazu hinreißen, eine Pause in Meißen einzulegen und sich in Gasthäusern zu stärken, aber auch, um sich zu betrinken. Da der Kurfürst durch diese Zwischenstopps länger auf gewisse Nachrichten und Antworten warten musste, und ihm dies, selbstverständlich, nicht gefiel, gab er den Meißner Gasthäusern den Auftrag, ein sehr fragiles Gebäck zu erfinden und jedem Reiter, der eine Pause in einem Gasthaus einlegte, selbiges mit auf den Weg zu geben. Jeder Reiter hatte die Aufgabe, den somit erfundenen Fummel heil vorzulegen, sobald er bei Hofe eintraf. Ein betrunkener Bote würde das zerbrechliche Gebäck nicht heil vorzeigen können, nur nüchterne Männer konnten diese Aufgabe erfüllen:

„Es heißt, August der Starke habe schon die hauchdünnen Fummel anfertigen lassen. Denn zwischen Dresden und Meißen verkehrten regelmäßig sächsische Kuriere, die das Meißner Porzellan transportierten und es zu oft zerbrachen, da sie dem Meißner Wein sehr zugetan waren. Daraufhin befahl der Kurfürst der Bäckerzunft zu Meißen, ein leicht zerbrechliches Gebäck herzustellen. Fortan mussten sie die Fummel auf ihrem Weg bei sich tragen und bei Ankunft unversehrt vorzeigen.“
- Der Meißner Geschichtsforscher Wilhelm Loose schrieb 1891 in den „Mitteilungen des Vereins für Geschichte der Stadt Meißen“ „Als am 14. Januar 1747 die an den Dauphin Ludwig, den Sohn des Königs Ludwig XV., vermählte sächsische Prinzessin Maria Josepha auf ihrer Reise von Dresden nach Frankreich durch Meißen kam, spendete der Rat den gewöhnlichen Ehrenwein an rothen und blanken Landwein nebst einen hiesigen gewöhnlichen Gebacken vulgo eine Fommel genannt’.“ Der Rat von Meißen spendete der zur Hochzeit reisenden Prinzessin das „gewöhnliche Gebäck“, welches man „Fommel“ oder „Fummel“ nannte. Loose zitiert die „Fommel/Fummel“ mit der lateinischen Formulierung „vulgo“ als ein „gemeinhin“, „gewöhnlich“ und „allenthalben bekannt“ hiesiges Backwerk. Zu jener Zeit sprach man am sächsischen Hof ein sächsisch geprägtes Französisch,[4] „Fummel“ könnte sich so vom französischen „fumèe“ (Rauch, Dampf, Qualm) ableiten.

- Eine weitere mögliche Deutung ist die Fummel als Vexiergestalt. Die „Fummel“ sieht einem Schinken mit leichtem Belag ähnlich.

- Unklarheit herrscht gleichfalls über das Alter des Fummel-Rezepts. Einige Quellen sprechen von einer Rezeptur, die seit dem 14. Jahrhundert in Meißen bekannt sei. Das würde der Kurierreiter-Legende um das Gebäck widersprechen, die in Meißen immer wieder zu hören ist. Die Manufaktur wurde jedoch erst Anfang des 18. Jahrhunderts gegründet. Die Geschichte ist also amüsant, basiert aber eher nicht auf historischen Fakten.

- Seinen Ursprung könnte das Fummel-Gebäck in der orientalischen Küche haben, wo ballonartig gebackenes Brot bekannt ist. Türkische Kultur und Lebensweise sowie orientalische Pracht wurden im 18. Jahrhundert am sächsischen Hof wertgeschätzt. Deshalb liebte man türkischen Kaffee, Stoffmuster und Kleidungsstücke „a la turc“, orientalische Gerichte und Süßigkeiten, das Tabakrauchen mit der Wasserpfeife, orientalische Zelte, Lederwaren, Parfüms und Pflanzen.[5]

## Sonstiges
- Jedes Paar, das in Meißen heiratet, bekommt eine Fummel: als Symbol für die Zerbrechlichkeit der Liebe.[6]
- Gewohnheit oder Erzählung: Insbesondere Dresdner, die ihren Ausflug am Herrentag in die Weingegend von Meißen machten, waren angehalten eine Fummel zu besorgen, um mit einer unzerbrochenen Fummel bei der zu Hause gebliebenen Gattin den Nachweis zu führen, dass der Weingenuss in Maßen geblieben war.[3] Dagegen, dass Meißner Männern die Gattin eine Fummel mitgab, mag der geringere Transportaufwand sprechen.